# Angol irodalom
Hagyományosan, a magyar fogalmak szerint angol irodalomnak nevezzük Anglia angol nyelvű irodalmát, amelyet megkülönböztetünk a skót irodalomtól, az ír irodalomtól, az amerikai irodalomtól és az ausztrál irodalomtól. Fontos azonban megjegyezni, hogy helyesebb volna "brit irodalomnak" nevezni, és angol irodalomnak nevezni mindenféle olyan irodalmat, amit angol nyelven írtak, hiszen olyan neves írók is, mint az indiai Salman Rushdie, a trinidadi V.S. Naipaul, vagy az orosz Vladimir Nabokov angol nyelvű írásaikkal váltak világhírűvé. Ezért ezen cikk úgy veszi, "minden skót angol, de nem minden angol skót".

## Középkori angol irodalom

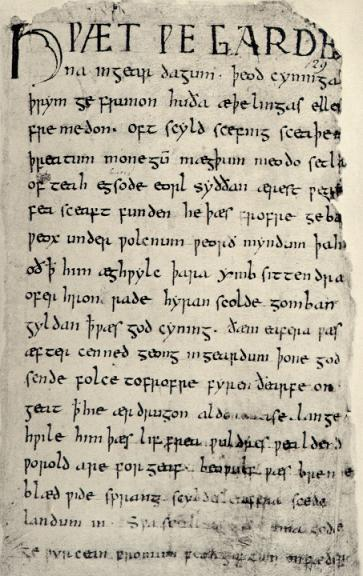
A Beowulf első oldala

Az első angol művek Ó-angol nyelven a kora középkorban jelentek meg (ezek közül a legrégebbi Cædmon hímnusza). Ezek szájról szájra terjedtek és elsődlegesen előadásra szánták őket. Ezért az epikus művek voltak a népszerűek. A fennmaradt gazdag angolszász irodalom, amelybe Beowulf története is beletartozik a norvég illetve izlandihoz fogható. Számos angolszász költemény valószínűleg csak egy gyenge változata a korábbi viking és germán harci költeményeknek. Az alliteráció segítette az embereket, hogy könnyebben emlékezzenek a versekre, amely elsősorban a germán nyelveknél figyelhető meg, ellentétben a latin nyelvekkel, ahol a rím volt a jellemzőbb. Az első írásos emlékek a korai keresztény templomépítések időszakából valók, amikor Szent Augusztin és követői megérkeztek Rómából, hogy megtérítség elsősorban a tartományok királyait és gazdag urait. A viking harci költemények hangulata és képi ábrázolása meglehetősen zord, a hősre állandó veszély leselkedik.
Anglia első nagy szerzője Geoffrey Chaucer (1340-1400) volt, aki közép-angol nyelven írt. Leghíresebb műve a Canterburyi mesék (The Canterbury Tales), történetek gyűjteménye többféle műfajban, melyeket a canterburyi székesegyházban lévő Becket Tamás sírjához igyekvő zarándokok mesélnek. A mű egyik jelentősége, hogy ezek a zarándokok a társadalom mindenféle rétegéből valók, melyet tükröz öltözetük, nyelvezetük és az általuk elmesélt történet is. Chaucert más európai, főleg itáliai költők ihlették.
Geoffrey of Monmouth az Arthur király legendákat vezette be az angol köztudatba.

## Reneszánsz angol irodalom
Miután William Caxton 1476-ban kiadta Angliában az első nyomtatott könyvet, a vernakuláris angol nyelvű irodalom virágzásnak indult. Az angol reformáció is kedvezően hatott erre a nyelvre, miután megjelent a nagy jelentőséggel bíró imakönyv (Book of Common Prayer), amely befolyásolta az irodalmi angol nyelvet. Az I. Erzsébet és I. Jakab uralkodása alatt írt versek, drámák és prózai művek jelentik az angol reneszánsz időszakát.
I. Erzsébet királynő időszakában virágzott az irodalom, legfőképp a dráma. Az itáliai Reneszánsz már felfedezte a görög és római színházat, amely hatással volt az új dráma kialakulására. Mivel ez az időszak sem volt mentes az erőszaktól és a merényletektől, a kor hallgatósága nem volt meglepődve a művekben szereplő kegyetlen és véres jeleneteken. A kor kiemelkedő egyéniségének William Shakespeare-nek, a Hamlet és más világhírű mű szerzőjének, Thomas Kyd, a Spanyol tragédiája alkotója, jelentett nagynevű elődöt. Shakespeare hivatását tekintve nem volt író és valószínűleg aligha végzett gimnáziumot. Nem volt sem ügyvéd, sem arisztokrata, ám rendkívül tehetséges és sokoldalú volt és túlszárnyalta a kor "valódi" íróit, akik eleinte még csúfolták is alacsony származása miatt. Annak ellenére, hogy legtöbb darabja sikeres volt, legnagyszerűbb drámáit későbbi éveiben írta (I. Jakab uralkodása alatt): Hamlet, Othello, Lear király, Macbeth, Antonius és Kleopátra, és A vihar. Shakespeare továbbá népszerűsítette az angol szonettet, amely jelentősen különbözött Petrarcáétól.
A szonettet Thomas Wyatt vezette be Angliába a 16. században. Ezek a költemények zene kísérethez voltak kitalálva. I. Erzsébet korának színházából érdemes még megemlíteni Christopher Marlowe-t, Thomas Dekkert, és Francis Beaumont-ot. Anthony Burgess, neves angol író szerint ha Marlowe-t nem szúrták volna le kocsmai dulakodás közben, talán még Shakespeare-nél is jobb lehetett volna. Érdekes, hogy csak pár héttel született Shakespeare előtt és valószínűleg ismerték egymást. Marlowe témái azonban különböznek Shakespeare-éitől, hiszen ő sokkal jobban a reneszánsz kori ember erkölcsével foglalkozik. Jóllehet Marlowe ateista volt és nem űzött feltétlenül törvénytisztelő életet. A 16. század hátralévő részében a költészet a nyelv ékesítésére öszpontosított, valamint egyre gyakrabban utaltak klasszikus mítoszokra. A század legfontosabb költői Edmund Spenser és Philip Sidney. 1603-ban I. Erzsébet halálakor új korszak vette kezdetét, I. Jakab angol király trónra lépésével beköszöntött a Stuartok kora.

## I. Jakab korának irodalma

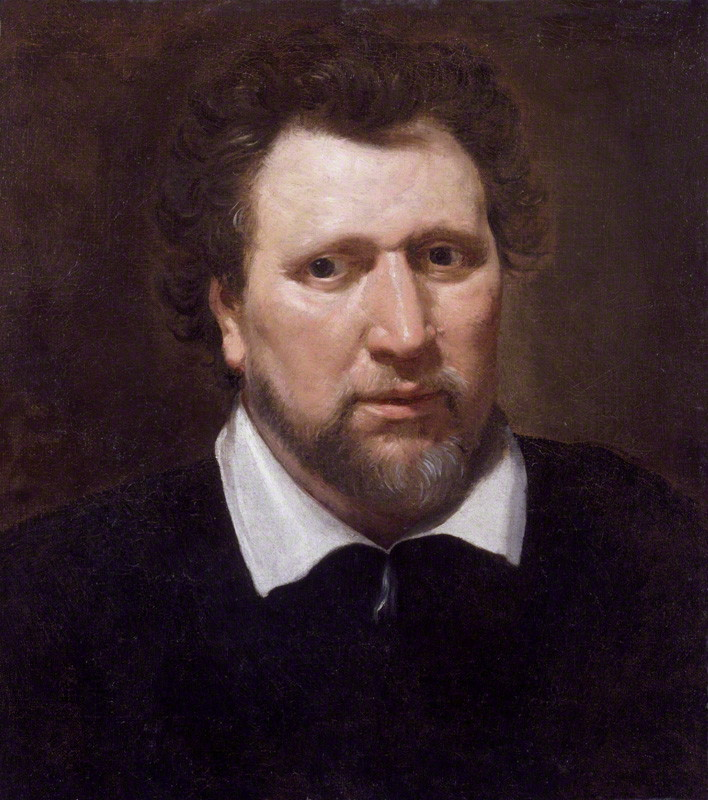
Abraham Blyenberch festménye Ben Jonsonról

Shakespeare halála után Ben Jonson volt Anglia vezető irodalmi alakja. Azonban Jonson művészete inkább a középkorból merít, mint a Tudor uralkodó korszakból. Szereplői arra az ókori görög filozófiára épülnek miszerint az ember négy alapvető testnedve (vér, váladék, fekete epe és sárga epe) határozza meg az egészségét, amelyek megfelelnek a világegyetem négy elemének (levegő, víz, tűz és föld). Ezek alapján Jonson típusokra osztotta az embereket, mintegy közhelyeket gyártva.
A kor népszerű műfaja volt a bosszú dráma (revenge play), amit John Webster és Thomas Kyd tett népszerűvé. George Chapman lefordította a Homéroszt, amely később rendkívüli hatással volt az angol irodalomra. John Keats például remek szonettet írt ebben a témában.
A biblia egyik legmaradandóbb angol nyelvű fordítását 1611-ben adták ki. Ez vált az anglikán egyház mértékadó szent könyve és egyesek minden idők legremekebb irodalmi művének tartják. A könyvet fordító 47 tudós munkáját maga I. Jakab felügyelte.
A 17. század legjelentősebb költői, John Donne, Andrew Marvell és más metafizikus költők voltak. Rájuk főleg a barokk, a keresztény miszticizmus és az erotika volt nagy hatással. Nem hagyományos és nem túl költői elemeket használtak, mint például egy szúnyog vagy egy körző, rendkívül egyéni hatások elérésére. Az egyik legismertebb példa erre Donne híres körző metaforája "A Valediction: Forbidding Mourning" című szonettben.

## Oliver Cromwell és a restauráció korának irodalma

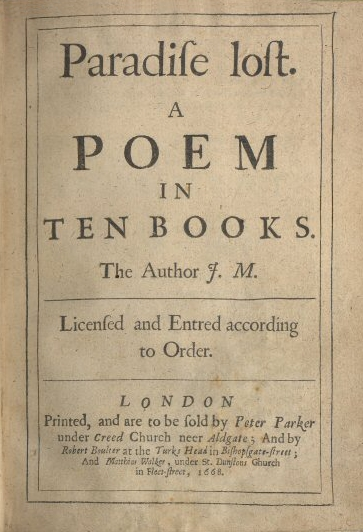
Milton Elveszett paradicsoma a lázadásról és a büszkeségről szól.

John Milton, az egyetemes reformáció egyik legnagyobb költője, az angol polgári forradalom harcosa. Korának legműveltebb emberei közé tartozott, s egyaránt kitűnően ismerte a kortársi irodalmat, az ókori klasszikusokat és a Bibliát. Nem véletlen tehát, hogy mindkét főműve, az Elveszett paradicsom és a Visszanyert paradicsom is bibliai témát dolgoz föl. Ebben a korban alapították a Royal Society-t, amely nagyban hozzájárult Robert Boyle, John Dryden és más művészek támogatásához. Megjelent Anglia első újsága is. Oliver Cromwell egyeduralma, a szigorú puritán cenzúra okozta, ideiglenes művészeti hanyatlás után, a restauráció frissítőleg hatott az irodalomra.
A legtöbb költő szatirikus műveket írt, ám ez a műfaj olyannyira veszélyes volt, hogy általában ezeket névtelenül adták ki. Ha kiderült valamelyik költőről, hogy esetleg egy nemest kritizált költeményében, egész biztosan börtön várt rá. Ezért például valószínűsíthető, hogy John Dryden jó néhány költeménye ismeretlen maradt.

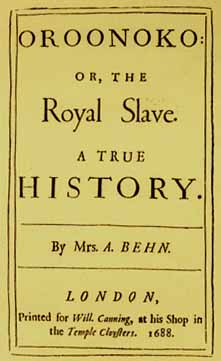
Az Oroonoko első kiadása.

A kor prózáját elsősorban a keresztény vallásosság uralta, ám kialakulóban volt már két olyan műfaj, ami később átvette a vezető szerepet: a regény és az újság. A vallásos írás gyakran keveredett politikával és gazdasággal, éppen úgy, ahogy a gazdasági és politikai iratok keveredtek a vallással. A restauráció alatt írta John Locke filozófiai műveit. Locke empirizmusa az emberi értelmet vizsgálta. Két értekezés a polgári kormányzatról (Two Treatises of Government) című műve nagy hatással volt az amerikai függetlenségi háború szellemi atyjaira. A restauráció után is megmaradt a radikalizmus. Az olyan puritán vallású művészeket, mint John Milton kényszerítették a közéleti szerepléstől való visszavonulásra. Sok vallási és ideológiai csoporthoz tartozó írót és költőt hallgattattak el, például a diggereket, a levellereket, vagy a kvékereket. Sok művész került veszélybe Cromwell halála után.
Lehetetlen pontosan megjelölni a regény műfajának kezdetét, azonban az biztos, hogy a restauráció idején jelentek meg terjedelmes és életrajzszerű regények. A francia, illetve spanyol eredetű középkori románc irodalom is még létezett, amit főleg nők olvastak. A regény felvirágoztatásának legjelentősebb alakja Aphra Behn, aki nemcsak az első női regényíró volt, hanem valószínűleg az első regényíró is egyben. Leghíresebb regénye az Oroonoko (1688). A könyv egy kitalált afrikai király African suriname-i rabszolga történetét meséli el. Behn emellett gyakorlott drámaíró volt.
A Cromwell puritán uralma után felszabadult színházak ontani kezdték John Dryden, William Wycherley, és George Etherege, darabjait, melyek jól tükrözik a királyi udvar hangulatát, és üdvözlik az arisztokraták életigenlő életmódját. Rövid, minőségi visszaesést követően a 90-es években újra felvirágzott a dráma. Legfontosabbak itt William Congreve komédiái, a Love For Love (1695) és az Így él a világ (The Way of the World) (1700), valamint John Vanbrugh művei.

## 18. századi angol irodalom
Daniel Defoe, Thomas Gray, William Blake, Oliver Goldsmith, Robert Burns

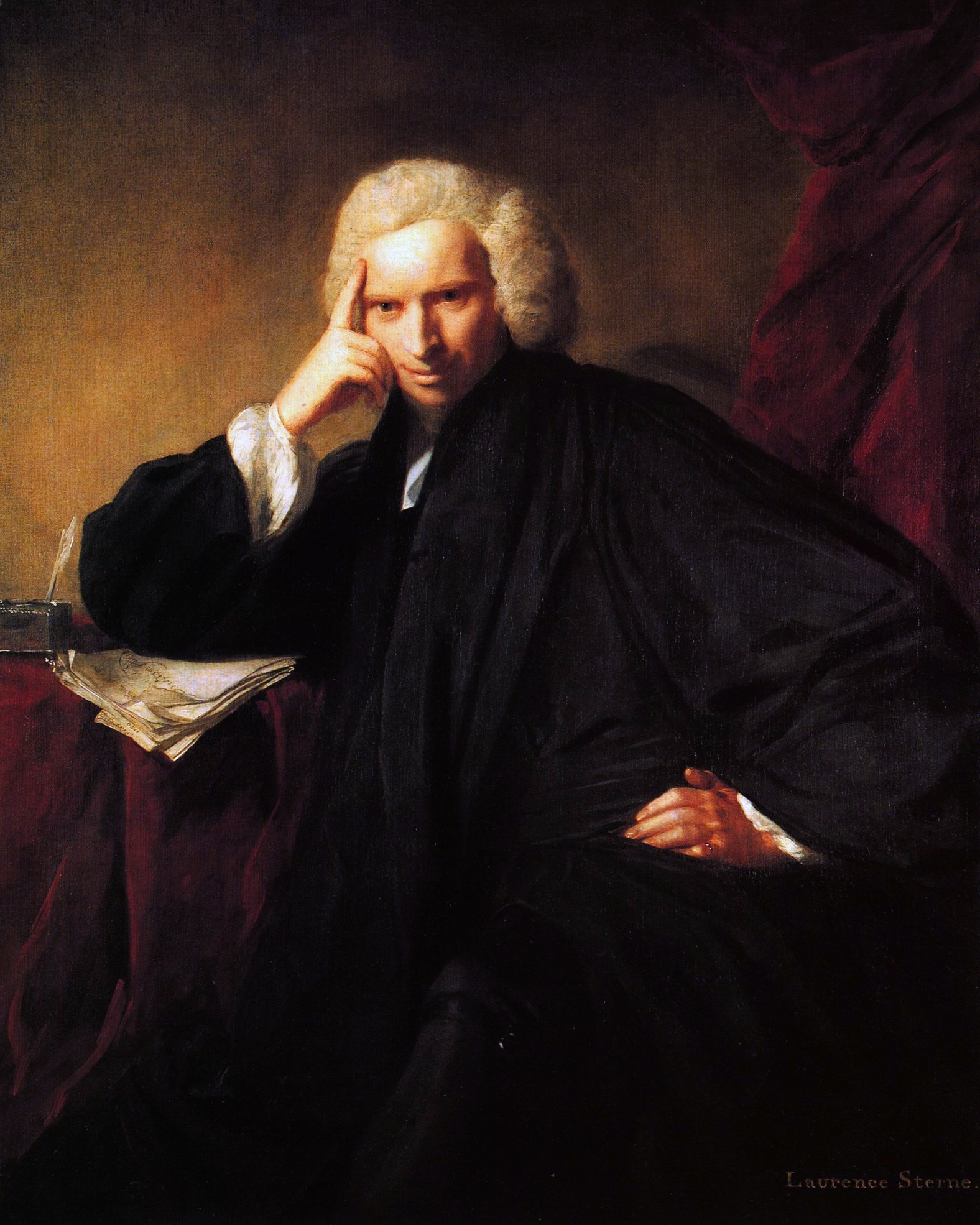
Laurence Sterne (1713-1768)

A 18. század angol irodalma – főleg az első fele, I. György uralkodása idején – politikától rendkívül fűtött. Az időszak botrányoktól volt hangos ezért az írók is főleg bűncselekményekről, cselszövésekről és összeesküvésekről írtak.
Prózában, lírában és drámai művekben is a szatíra volt a legmeghatározóbb. Ezek néha finomak voltak és nem specifikusak, máskor azonban konkrét cselekményekre vagy személyekre utaltak. Mindenesetre egyik sem volt politikai fennhangtól mentes. Ezért a mai olvasónak ismernie kell a kor történelmét a művek helyes megértéséhez. A szerzők a korabeli közönségnek írtak elsősorban, nem pedig későbbi generációk számára. A kor neves kritikusai, Jonathan Swift és Alexander Pope is csak kortárs szerzőket kritizáltak. A 18. századi költészetet állandó párbeszéd jellemezte. A költők folyton egymás művészetére reagáltak saját művészetükben. A század regényeit pedig kritikául szánták más kortárs regényíró művére. Híres irodalmi "párbajok" dúltak Henry Fielding és Samuel Richardson, vagy éppen Laurence Sterne és Tobias Smollett között. A színpadi művek szerzői is egymást gúnyolták, újabb rivalizáló művekkel üzengettek egymásnak. Ezért kapcsolódik össze oly szorosan irodalom és történelem a 18. század irodalmi alkotásainál.

## Az angol romantika időszaka
Az angol romantikát a kései 18. és a korai 19. század közé soroljuk. A romantika előzményei itt jelentkeztek a legkorábban.
A 18. században Anglia a legfejlettebb európai ország. Népessége kétszeresére nő, ezáltal átrendeződik az olvasóközönség.

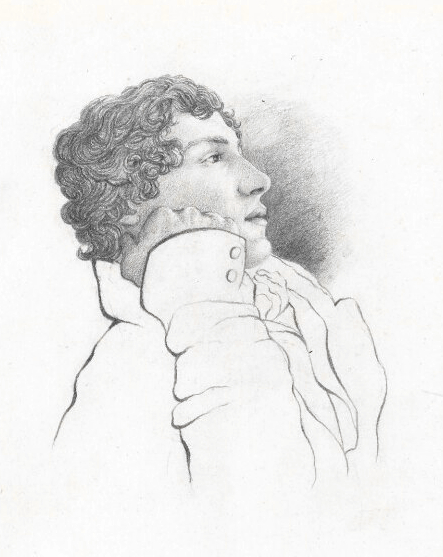
John Keats

Az angol romantika 2 generációra osztható:
Preromantika: William Blake
- 1. generáció: Tavi költők:
  - William Wordsworth
  - Samuel Taylor Coleridge
- 2. generáció: romantikus triász:
  - George Byron
  - John Keats
  - Percy Bysshe Shelley

Az angol romantika megszületésének William Wordsworth és Samuel Taylor Coleridge Lírai balladák című, 1798-as alkotását tekintjük.
Az angol romantika kezdeményezői a francia forradalom eszményeitől érintett, de kiábrándult emberek, akik a fantázia birodalmába vágyódnak. Művészi elveikben újítók, hisznek az alkotói szabadság elvében, az egyéniség és fantázia jogaiban, valamint szembefordulnak a klasszicizmus merev szabályaival.
Megszülettek az első angol rémtörténetek és kísértethistóriák, amelyek előtérbe állították a természet misztikus és irracionális vetületeit. Témái az emberi létezés kiszolgáltatottsága, a halál és az álom.

## Viktoriánus irodalom

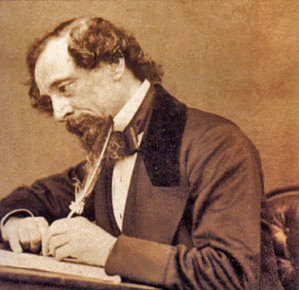
Charles Dickens az egyik legismertebb angol író.

I. Viktória királynő uralkodása alatt (1837-1901) a regény vált Angliában a vezető irodalmi műfajjá. A legtöbb író arra törekedett, hogy olvasóközönségét, a hatalmas számú középosztály embereit minél jobban kielégítse, hátat fordítva az arisztokráciának. A kor legismertebb regényei közül leginkább érdemes megemlíteni a Brontë nővérek munkáit, William Makepeace Thackeray Hiúság Vásárát (Vanity Fair), George Eliot realista regényeit és Anthony Trollope portréit a földbirtokos és munkás emberekről.
Charles Dickens az 1830-as években tűnt fel irodalmi folyóiratokban, ahol sorozat formában egész regényeket nyomtattak ki. Dickens élénken számol be a londoni életről és annak nehézségeiről, és a szegények nyomorúságáról enyhe, jóízlésű humorral, melyet mindegyik társadalmi osztályhoz tartozó ember szívesen olvasott. Az olyan korai művei, mint A Pickwick Klub (Pickwick Papers) igazi mesterművek. Kései művei fokozatosan komorodtak el, anélkül, hogy veszített volna irodalmi géniuszából.
A vidéki élet, és annak társadalmi és gazdasági változásairól legszínvonalasabban főleg Thomas Hardy, és Elizabeth Cleghorn Gaskell írt.
A Viktoriánus kor legjelesebb költői Alfred Tennyson, Robert Browning, Elizabeth Barrett Browning, Matthew Arnold, Dante Gabriel Rossetti és Christina Rossetti voltak.

## 20. századi angol irodalom

### Modernista irodalom

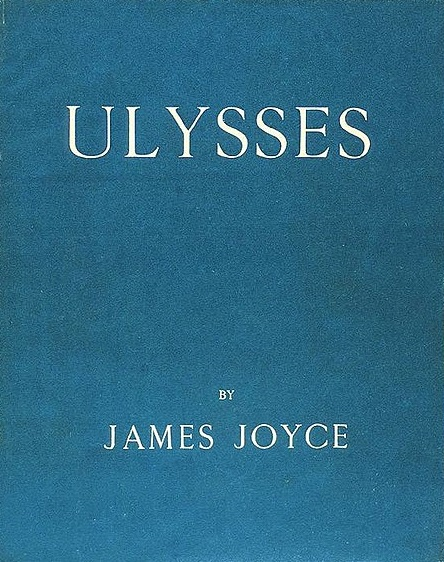
James Joyce Ulysses című mesterművének borítója (1922).

A modernista mozgalom a viktoriánus korban való kiábrándultságból és csalódottságából nőtte ki magát szembeszállva a konzervatívizmussal és az objektív igazsággal. A mozgalomra kifejezetten nagy hatással volt az angol romantikus irodalom, Karl Marx politikai írásai és Sigmund Freud tudatalattiságról szóló pszichoanalitikus teóriája. A modernizmus merített az európai impresszionizmusból valamint később a kubizmusból is.
Annak ellenére, hogy az irodalmi modernizmus a két világháború között tetőzött be, már a 19. század közepén és végén megjelentek az első modernista művek. Gerard Manley Hopkins, A. E. Housman és a költő és regényíró Thomas Hardy jelentették azon kevés modernista szerzőt, akik már Viktória királynő uralkodása alatt is írtak.
A 20. század első évtizedeiben jelentek meg a mondernizmus legkiemelkedőbb művei, köztük James Joyce Dublini emberek (Dubliners), Joseph Conrad A sötétség mélyén (Heart of Darkness), valamint William Butler Yeats versei és írásai.
A két világháború közötti időszak fontos írói voltak Virginia Woolf, E. M. Forster, Evelyn Waugh, P.G. Wodehouse és D. H. Lawrence. T. S. Eliot volt a legjelentősebb költő ebben az időszakban. Az Atlanti-óceán túlsó partján az író William Faulkner és Ernest Hemingway, továbbá a költő Wallace Stevens és Robert Frost a modernista irodalom egy amerikai változatát fejlesztették ki.
A modern angol dráma két leghatalmasabb alakja George Bernard Shaw és Oscar Wilde.
A kor leghaladóbb amerikai költője minden bizonnyal Ezra Pound volt. Ő fedezte fel T. S. Eliotot és James Joyce-ot is, akinek Ulysses című műve az évszázad legnagyszerűbb irodalmi alkotásaként szoktak emlegetni.
A kor jelentős írójának számít még Joanne Kathleen Rowling H. D., Marianne Moore, Elizabeth Bishop, W. H. Auden, Vladimir Nabokov, William Carlos Williams, Ralph Ellison, Dylan Thomas, R. S. Thomas és Graham Greene. Ám néhányukat inkább szokták posztmodernista íróként emlegették.

### Posztmodernista irodalom
Posztmodernista irodalommal a II. világháború utáni bizonyos irányzatokat szokták nevezni. Ez egyfelől a már kivívott modernista irodalom hagyományainak a folytatása (fregmentáció, paradoxon, nem megbízható mesélő, stb.), másfelől pedig a felvilágosodás eszméire való reakció. A posztmodernista irodalmat, ahogy a posztmodernizmust, mint olyan, nehéz meghatározni. Nincs egyetértés az irodalmárok körében a posztmodernista irodalom jellemzőit, időbeli behatárolását és fontosságát illetően.
Igen különbözőek az angol posztmodernista szerzőket felsoroló listák. A következő lista csak egy esetleges példa:
Kingsley Amis, William Golding, Anthony Burgess, Ted Hughes, Philip Larkin, Steive Smith, Seamus Heaney, Salman Rushdie, Arundhati Roy, Brian Wilson Aldiss.

## Magyar nyelvű angol irodalomtörténetek
- Taine Hippolit Adolf: Az angol irodalom története I–V. (ford. Csiky Gergely), Magyar Tudományos Akadémia Könyvkiadóhivatala, Budapest, 1881–1885 (elektronikus elérés: http://real-eod.mtak.hu/3039/ Archiválva 2021. február 23-i dátummal a Wayback Machine-ben)
- Voinovich Géza: Az angol irodalom története, Franklin-Társulat Magyar Irod. Intézet és Könyvnyomda, Budapest, é. n. [1926], 244 p
- Szerb Antal: Az angol irodalom kis tükre, Magyar Szemle Társaság, Budapest, 1929, 78 p (reprint kiadás: Bibliotéka Könyvkiadó, Budapest, 1990, ISBN 963-779-502-2)
- Szenczi Miklós – Szobotka Tibor – Katona Anna: Az angol irodalom története, Gondolat Könyvkiadó, Budapest, 1972, 699 p